# Strada statale 475 di Casarano
La ex strada statale 475 di Casarano (SS 475), ora strada provinciale 360 di Casarano (SP 360), è una strada provinciale italiana il cui percorso si snoda nel Salento.

## Percorso
La strada ha origine nel centro abitato di Parabita dove si innestava sul tracciato della ex strada statale 459 di Parabita. Nei suoi primi chilometri, si tratta di una strada essenzialmente urbana a causa della continuità tra i centri abitati di Parabita e Matino e dell'estrema vicinanza di quest'ultimo a quello di Casarano.
L'arteria prosegue verso sud-est fino ad arrivare a Taurisano dove incrocia la ex strada statale 474 di Taurisano, e continua oltre fino ad Acquarica del Capo che viene evitata con una variante che innesta l'arteria sulla strada statale 274 Salentina Meridionale.
In seguito al decreto legislativo n. 112 del 1998, dal 2001 la gestione è passata dall'ANAS alla Regione Puglia, che ha provveduto al trasferimento dell'infrastruttura al demanio della Provincia di Lecce.